# Svéd Wikipédia
A svéd Wikipédia (svéd nyelven Svenskspråkiga Wikipedia) a Wikipédia projekt svéd nyelvű változata, egy szabadon szerkeszthető internetes enciklopédia. 2001 májusában indult és 2012 szeptemberében már több mint 500 000 szócikket tartalmazott. 2019. január 9-én már több mint 3 760 885 szócikket tartalmazott a svéd Wikipédia, ezzel a Wikipédiák közül a második legnagyobb volt. A botok által szerkesztett alacsony információ-értékű szócikkek tömeges törlését követően 2025-ben 2,6 millió szócikkel már csak 4. legtöbb szócikkel rendelkező wikipédia.

## Mérföldkövek
- 2001. május - Elindul a svéd Wikipédia.
- 2012. szeptember 27. - Elkészült az 500 000. szócikk.
- Jelenlegi szócikkek száma: 3 459 341 (2020. december 31.)

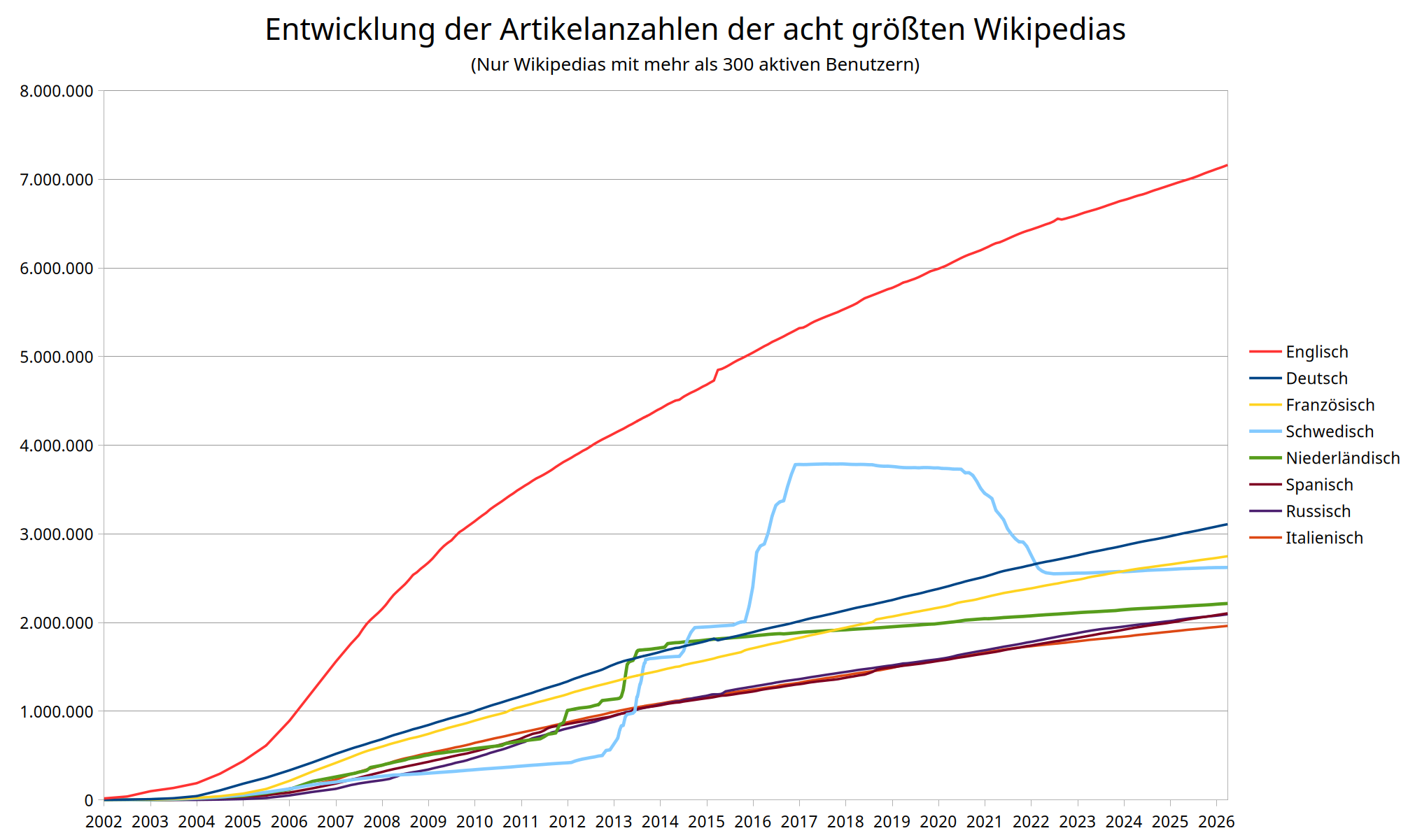
A legnagyobb wikipédiák szócikkszámának növekedései

A masszív törlési kampánynak köszönhetően 2016-2021 között 3,3 millióra, majd még 2021 végére 2,8 millió szócikkre csökkent a svéd wikipédia szócikkeinek száma.

## Fordítás
- Ez a szócikk részben vagy egészben  a   Swedish Wikipedia című angol Wikipédia-szócikk ezen változatának fordításán alapul.  Az eredeti cikk szerkesztőit annak laptörténete sorolja fel. Ez a jelzés csupán a megfogalmazás eredetét és a szerzői jogokat jelzi, nem szolgál a cikkben szereplő információk forrásmegjelöléseként.